# Aktion Zamość

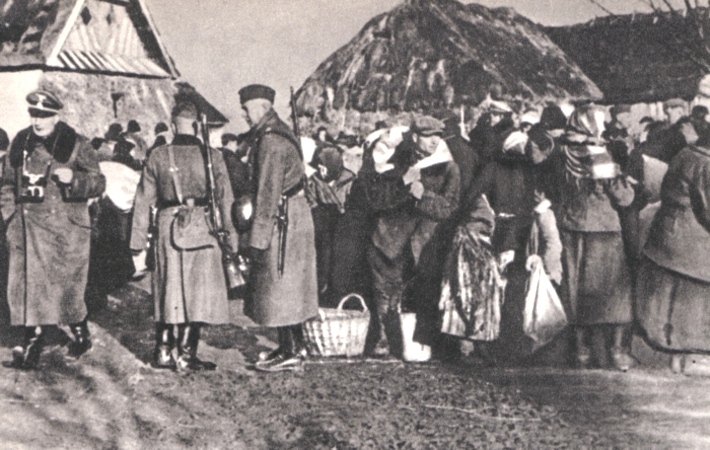
Vertreibung von Polen durch die SS in der Region (Dezember 1942)

Die Aktion Zamość war ein im Zweiten Weltkrieg unternommener Versuch Heinrich Himmlers, Teile des Bezirks Lublin im Generalgouvernement (GG) gewaltsam zu „germanisieren“. Die Aktion war einer von zwei Versuchen Deutschlands, die im Generalplan Ost vorgegebenen Besiedlungsmaßnahmen außerhalb der Reichsgrenzen im Osten zu verwirklichen. Gleichzeitig wurden zwischen Herbst 1942 und Ende 1943 in Hegewald bei Schytomyr um Himmlers Hauptquartier herum nach der Vertreibung von 15.000 Ukrainern 10.000 Volksdeutsche an ihrer statt angesiedelt.
Am 12. November 1942 erklärte Himmler in seiner Funktion als Reichskommissar für die Festigung deutschen Volkstums den Kreis Zamość „zum ersten deutschen Siedlungsgebiet“. Stadt und Kreis Zamość sollten „deutsch besiedelt“, die dort lebende Bevölkerung teils umgesiedelt, teils ermordet werden. Die Aktion begann Ende November 1942, nachdem die Sommeroffensive der deutschen Wehrmacht die Front auf sowjetischem Gebiet weiter nach Osten verschoben hatte. Es sollten 60.000 Ansiedler – polnische „Deutschstämmige“ und vor allem „Volksdeutsche“ – untergebracht werden. Dafür wurden rund 110.000 Polen aus 300 Dörfern verschleppt. Es konnten aber nur 9.000 deutsche Siedler in 126 Dörfern angesiedelt werden. Die Aktion führte zu einem starken Anwachsen der Widerstandsbewegung in der polnischen Bevölkerung, die auch durch die Antipartisanenaktionen der deutschen Besatzer nicht zu brechen war. Nachdem aus dem Gebiet von Zamość Polizeitruppen zwecks Niederschlagung des Ghettoaufstandes in Białystok abgezogen wurden, konnte die deutsche Besiedlung nicht mehr fortgeführt werden. Sie wurde im August 1943 beendet. Die deutschen Ansiedler flüchteten 1944 vor der vorrückenden Roten Armee.

## Hintergrund
Wie bei der Aktion Reinhardt stand der Lubliner SS- und Polizeiführer Odilo Globocnik als „Himmlers Vorposten im Osten“ (Peter Black) organisatorisch im Zentrum des Geschehens. Beide „Aktionen“ liefen zeitlich ungefähr parallel. Sie zeigen das Ziel des „Unternehmens Barbarossa“, „für die Zukunft unseres Volkes unentbehrlichen Lebensraum im Osten“ (Hitler, 1945) zu schaffen. Das bedeutete in ihrer Ausführung: über die „Endlösung der Judenfrage“ hinaus massenhafte Vertreibungen im Sinne einer „Umvolkung“ und für viele „Fremdvölkische“ Vernichtung. Für wenige, die als „deutschstämmige“ und inzwischen assimilierte Siedler identifiziert werden konnten und sich wieder zum „Deutschtum“ zu bekennen hatten, galt ein Bleiberecht. Für Himmler als Reichskommissar für die Festigung deutschen Volkstums bedeuteten diese Vorgänge „Kolonisation“, angeblich in der Fortsetzung mittelalterlicher Ostkolonisation in den Spuren Heinrichs I. (919–936). Auf ihn wird in der slawischen Geschichtsschreibung der „Deutsche Drang nach Osten“ zurückgeführt. Für die Ansiedlung Volksdeutscher im Raum Zamość war Odilo Globocnik verantwortlich.

## Die Auswahl von Zamość
Nach dem Reiseführer Baedeker zum „Generalgouvernement“ von 1943 galt das „von deutschen und italienischen Baumeistern errichtete“ Zamość wegen seiner früheren Verbindung mit der Hanse als „Trutzburg deutscher Kultur“ im Osten. Es lag auf einer West-Ost-Linie in der Verlängerung des Hellwegs, an dessen Beginn die Duisburger Nationalsozialisten am 1. August 1936 ihrem Stadtzentrum den jetzigen Namen „König-Heinrich-Platz“ gegeben hatten. Der Hellweg führt als heutige Bundesstraße 1 an der Wewelsburg bei Paderborn vorbei, die Himmler 1934 unter Geheimhaltung ihres Zwecks für die SS in Beschlag genommen hatte. Die Burg galt in einer von den Nationalsozialisten geschätzten Sage als Ausgangspunkt einer finalen Schlacht zwischen Ost und West. In Zamość sollten sich die West-Ost-Verkehrsadern zwischen dem Großdeutschen Reich und den im „Generalplan Ost“ zur „Germanisierung“ vorgesehenen drei „Reichsmarken“ auf sowjetischem Gebiet bündeln. Zamość, das künftig „Himmlerstadt“ heißen sollte, zählte mit den Städten Tomaszów und Hrubieszów zu Globocniks Befehlsbereich. Globocnik war dort auf Spuren früher deutscher Siedlungen gestoßen. Bei einem ersten Besuch in Lublin am 20. Juli 1941 hatte Himmler nach Fertigstellung der ersten Fassung des „Generalplans Ost“ (15. Juli 1941) angeordnet, „ein Großsiedlungsgebiet in den deutschen Kolonien bei Zamość“ zu schaffen.
Bereits am 11. April 1942 wurden 3000 Juden aus Zamość ins Vernichtungslager Belzec deportiert; 250 Personen wurden am Ort erschossen. Am 12. November 1942 begann die „Aktion Zamość“. Nach dem „Generalplan“ sollte der „erste Siedlungsbereich“ im „Generalgouvernement“ entstehen, das einer sonderrechtlich aufgebauten Kolonialverwaltung unterlag, d. h., die dort lebenden Menschen waren prinzipiell rechtlos (vgl. Volkstumspolitik).

## Verlauf
In der Nacht vom 27. auf 28. November 1942 begannen Polizeikommandos mit der Räumung der Dörfer. Die Bevölkerung wurde zusammengetrieben und mit Handgepäck und 20 Złoty pro Person in das Sammellager Zamość abtransportiert. An diesen Zwangsaussiedlungen beteiligten sich unter Führung der Umwandererzentralstelle die Ordnungspolizei, der SD, die SS-Landwacht Zamosc sowie die örtlichen Garnisonen der Luftwaffe und der Wehrmacht. Bereits bei der Vertreibung und dem Transport ins Lager wurden viele Menschen, die Widerstand leisteten oder flüchteten, erschlagen oder erschossen.
Unmittelbar nach dem Abtransport wurden „volksdeutsche“ Umsiedler, Bessarabien- und Bukowinadeutsche, die in Lagern gewartet hatten, in die Höfe eingewiesen. Dies betraf etwa 300 Dörfer.
Die vertriebene Bevölkerung wurde gemäß den Vorgaben der „Deutschen Volksliste“ nach vier so genannten rassischen Wertungsgruppen selektiert: Zwei arbeitsfähige Gruppen waren zur „Wiedereindeutschung“ bestimmt, die dritte Gruppe für die Zwangsarbeit in Deutschland, soweit die Menschen nicht über 60 oder unter 14 Jahre alt waren. Diese Personen wurden in so genannte „Rentendörfer“ verschickt. Rentendörfer wurden die jüdischen Siedlungen genannt, deren Bewohner in die Vernichtungslager transportiert worden waren. Dort erfroren und verhungerten Tausende von zwangsausgesiedelten Kindern und alten Menschen. Die vierte Gruppe, als kriminell oder asozial eingestufte Personen – weil sie Widerstand leisteten – kamen direkt nach Auschwitz.
110.000 Polen wurden bis August 1943 aus 300 Dörfern von SS-, Polizei- und Wehrmachtseinheiten vertrieben. Die Mehrheit konnte fliehen, 51.000 wurden deportiert. Die Bevölkerung wehrte sich massiv und ging zu den Partisanen über. Die bewaffneten Gruppen der Widerstandsbewegung lieferten den Polizeikommandos Gefechte und überfielen die Ansiedler. Eine Abteilung der polnischen Heimatarmee und die 3. Kompanie „Grzmot“ der Bauernbataillone, zusammen etwa 400 Mann, kämpften gegen die etwa 1.900 Mann starken deutschen Sicherungstruppen. Bei den deutschen Vergeltungsmaßnahmen für den Widerstand kamen 7.000 Menschen ums Leben. Am 30. Juni 1943 erklärte Himmler das gesamte Generalgouvernement zum Bandenkampfgebiet.
Im Ansiedlungsgebiet erfolgten Ortsumbenennungen (meist Namensneufindungen oder Übersetzungen) so z. B.:
- Bortatyzce in Baltenhof
- Skierbieszów in Heidenstein
- Horyszów in Pfingstdorf
- Huszczka in Bergfeld
- Panska Dolina in Pfälzdorf
- Płoskie in Ebenheim
- Siedliska in Mattern
- Sitaniec in Silbenfeld
- Wysokie in Hochdorf
- Zawada in Wirsing
- Zamość in Himmlerstadt (während der Planungsphase),  später in Pflugstadt.

## Scheitern der Siedlungspläne
Im Februar 1943 wurde versucht, die mit Volksdeutschen besiedelten Gebiete durch einen Gürtel von Dörfern zu schützen, die mit Ukrainern besiedelt wurden. 14.739 der dort ansässigen polnischen Bauern wurden vertrieben. Die Hoffnung war, mit dieser „Ukraineraktion“ nationale Gegensätze ausnutzen zu können.
Die Vertreibung der polnischen Bevölkerung und die Neuansiedlung führte nicht nur zum Anwachsen der Widerstandsbewegung, sondern auch zu geringerer Produktion von Lebensmitteln und damit zu geringeren Ablieferungen an die Besatzungsbehörden. Das Ostheer der Wehrmacht wurde aus dem Generalgouvernement versorgt. Hans Frank und der Gouverneur von Lublin, Ernst Emil Zörner, kritisierten die Ansiedlungen, konnten sich jedoch nicht gegen Himmler und Globocnik durchsetzen.
Am 15. August 1943 brach Globocnik die begonnene Ansiedlungsaktion und die in den militärischen Antipartisanenaktionen „Aktion Werwolf I/II“ erfolgende Bekämpfung des Widerstandes mangels geeigneter weiterer Kräfte ab.
Die 9.000 „volksdeutschen“ Neusiedler konnten bis zum Vorrücken der Roten Armee und der sowjetischen Einnahme von Zamość im Juli 1944 ein kurzes Auskommen finden. Gegen alle Realität erklärte Himmler noch am 3. August 1944 vor den Gauleitern in Posen, „unsere politischen, wirtschaftlichen, menschlichen, militärischen Aufgaben haben wir in dem herrlichen Osten“. Es müsse möglich sein, „Generation für Generation unsere Bauerntrecks auszurüsten und von dem Gebiet, das wir zunächst hinter der militärischen Grenze haben, immer einige hundert Kilometer zunächst mit Stützpunkten zu versehen und dann allmählich flächenmäßig zu besiedeln und die anderen herauszudrängen“.

## Gedenken
2020 beschloss der Bundestag, in Berlin ein Denkmal für die Opfer der deutschen Besatzung in Polen zu errichten. Die Pläne dazu wurden im August 2023 vorgestellt.
2011 besuchte der vormalige Bundespräsident Horst Köhler seinen Geburtsort Skierbieszów und traf Zeitzeugen, die Terror und Umsiedlung der Aktion Zamość überlebt hatten. Bei einem Besuch im November 2022 bezeichnete er das 2020 vom Bundestag beschlossene Denkmal für die Opfer der deutschen Besatzung in Polen als überfällig. Er glaube, „dass in Deutschland zu wenige über die Aktion Zamość wissen.“

## Film
- Blutiger Boden, deutscher Raum. Die Siedlungspläne der SS, Dokumentarfilm, 52 min, ORF/3sat/Hengster Filmproduktion 2024, Buch und Regie: Andreas Kurz.